# 動乱星系
『動乱星系』（Provenance）はアン・レッキーによる2017年のサイエンス・フィクション長編小説。本作は2013年の『叛逆航路』とその続編と同じ宇宙を舞台としているが、シリーズの作品ではない。本作はオービット・ブックスから出版された。

## あらすじ
イングレイ・オースコルドは、骨董品の偽造および窃盗にまつわる複雑な計画の一部として有罪判決を受けた犯罪者を刑務所から釈放させるために金を払ったが、殺人と怒れるエイリアンにまつわるもっと重大な計画に急速に巻き込まれてゆく。

## 他の作品との関係
ストーリーの序盤で『星群艦隊』の終わりに結ばれた、特立したAIと謎の異星人プレスジャー文明とで新たに結ばれた条約について言及されている。また、ラドチ人（ラドチャーイ）の登場人物が活躍する。

## 評価
Kirkus Reviews 誌は本作を「レッキーをもっと好きになる」と賞賛し、本作のテーマを「子供たちと家族の絆」にあると評する一方、原題の "provenance" が複数の意味（骨董品の来歴だけではなく、「人がどこから来て、どのようにしてこう成ったのか」という疑問）を含んでいると指摘した。パブリッシャーズ・ウィークリー誌は本作の「魅力とウィット」を褒め称えたが、「レッキーのファンが期待するであろう深みと豊かさは持ち合わせていない」と難色を示した。
ガーディアン紙ではアダム・ロバーツが本作を「直線的でプロットは浅いが、複雑に入り組んでおり」、イングレイは「好感の持てるヒロインだが、非常に目立つ存在ではない」と評価し、ナショナル・パブリック・ラジオではジュヌヴィエーヴ・ヴァレンタインが「<<叛逆航路>>ユニバースにふさわしい」コージー・ミステリと評した（ただし、『動乱星系』の登場人物は『叛逆航路』の主人公のブレクの即効性はないことを認めている）。
ジェイムズ・ニコル はこのプロットが「次回の選別で有利になるように努力する」ことに大きく動かされていると観察し、C・J・チェリイの作品と比較し（「より透明」な散文と「慢性的な睡眠不足ではない」主人公ではあるが）、本作が2018年のヒューゴー賞 長編小説部門にノミネートされると正しく予測した。